# ОШ „Мићо Матовић” Катићи
ОШ „Мићо Матовић” Катићи, са ранијим називом Брезовачка школа, основана је давне 1892. године, за децу из Брезове и Шареника која су до тада похађала доста удаљену школу у Миланџи, која већ дуго не постоји, а била је најстарија школа у Моравичком крају. Школа носи име Миће Матовића (1918—1942), учесника Народноослободилачке борбе и народног хероја Југославије.

## Историјат
Указом Министарства просвете и црквених дела од 13. маја 1891. године извештен је начелник Среза моравичког да је, на захтев мештана, одобрена изградња школе на Катићима. После годину дана зграда је завршена па  школа почиње са радом 6. новембра 1892. године, због чега се овај датум и обележава као Дан школе. Први учитељ је био Радивоје Живановић из Ужица, а у сва четири разреда је укупно те године уписано 88 ученика. Ђаци су тада учили ове предмете: Наука хришћанска, Српски језик са словенским читањем, Рачуница са геометријским облицима, Земљопис са српском историјом, Познавање природе са пољопривредним поукама, Цртање и лепо писање, Ручни рад, Гимнастика и Певање. 

## Школа данас
Школа данас поред матичне школе на Катићима, у свом саставу има и издвојена одељења у Шаренику, Брезови, Равној Гори и Мочиоцима (осморазредну), укупно око 120 ученика. У последњих десетак година и услови рада су умногоме побољшани, уређена је ђачка кухиња, обезбеђен сигуран превоз ученика и наставника, уређено савремено грејање свих просторија, опремљени кабинети, адаптиране школске зграде и изграђена је потпуно нова школа у Мочиоцима.